# Танагра-жалібниця золоточуба
Тана́гра-жалібни́ця золоточуба (Tachyphonus surinamus) — вид горобцеподібних птахів родини саякових (Thraupidae). Мешкає в Амазонії та на Гвіанському нагір'ї.

## Опис
Довжина птаха становить 15,5-17 см, вага 15-27 г. Виду притаманний статевий диморфізм. Самці мають переважно чорне забарвлення, на голові у них малопомітна іржаста пляма, надхвістя оранжеве, на крилах білі смуги. У самиць верхня частина тіла оливкова, нижня частина тіла жовтувата, живіт більш яскравий, голова сірувата.

## Таксономія
В 1760 році французький зоолог Матюрен Жак Бріссон включив опис золоточубої танагри-жалібниці до своєї книги "Ornithologie", описавши птаха за зразком з Суринаму. Він використав французьку назву Le merle de Surinam та латинську назву Merula surinamensis. Однак, хоч Бріссон і навів латинську назву, вона не була науковою, тобто не відповідає біномінальній номенклатурі і не визнана Міжнародною комісією із зоологічної номенклатури. Коли в 1766 році шведський натураліст Карл Лінней випустив дванадцяте видання своєї «Systema Naturae», він доповнив книгу описом 240 видів, раніше описаних Бріссоном. Одним з цих видів була золоточуба танагра-жалібниця, для якої Лінней придумав біномінальну назву Turdus surinamus. Пізніше вид був переведений до роду Танагра-жалібниця (Tachyphonus), введеного французьким орнітологом Луї Жаном П'єром В'єйо у 1816 році.
Молекулярно-філогенетичні дослідження показали, що золоточуба танагра-жалібниця є слабо спорідненою з рештою представників роду. Було запропоновано виділити її у новостворений монотиповий рід Maschalethrupis, однак Південноамериканський класифікаційний комітет Американського орнітологічного товариства (AOS) не підтримав цю таксономічну зміну.

### Підвиди
Виділяють чотири підвиди:

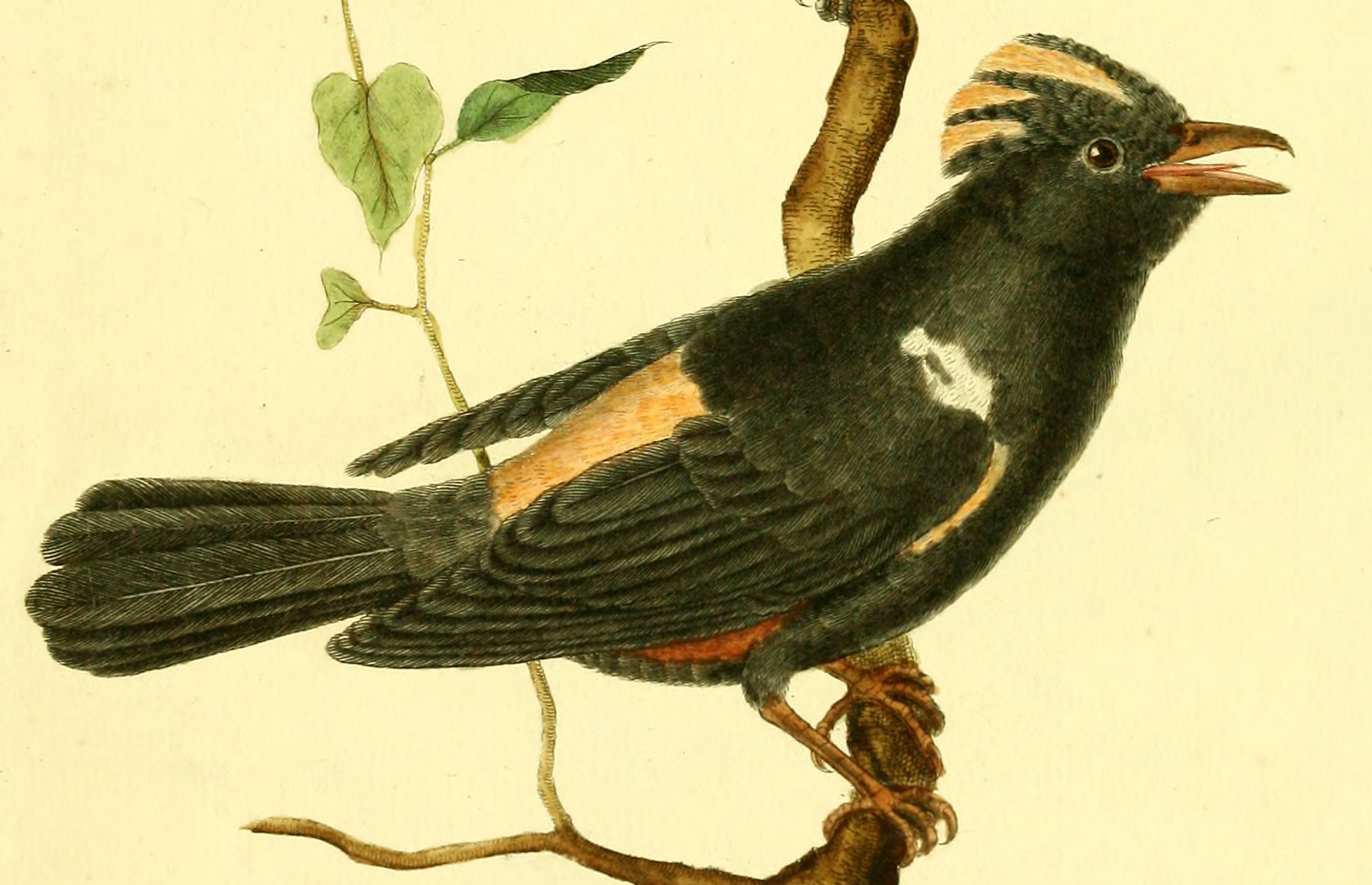
Золоточуба танагра-жалібниця

- T. s. surinamus (Linnaeus, 1766) — схід і південь Венесуели, Гвіана і північ Бразильської Амазонії (на північ від Амазонки);
- T. s. brevipes Lafresnaye, 1846 — схід Колумбії, південь Венесуели, схід Еквадору, північний схід Перу і північний захід Бразильської Амазонії;
- T. s. napensis Lawrence, 1864 — схід Перу (на південь від Амазонки) і північний захід Бразилії;
- T. s. insignis Hellmayr, 1906 — південь Бразильської Амазонії (на південь від Амазонки, від нижньої течії Мадейри до Пари).

## Поширення і екологія
Золоточубі танагри-жалібниці мешкають в Колумбії, Еквадорі, Перу, Бразилії, Венесуелі, Гаяні, Суринамі і Французькій Гвіані. Вони живуть в нижньому ярусі вологих рівнинних тропічних лісів та на узліссях. Зустрічаються на висоті до 700 м над рівнем моря.